# Kostel Nejsvětějšího Srdce Páně (Rozseč)
Kostel Nejsvětějšího Srdce Páně v Rozseči je římskokatolický kostel zasvěcený Božskému Srdci Ježíšovu. Je farním kostelem farnosti Rozseč u Třešti.

## Historie
Na místě dnešního kostela stála původně kaple zasvěcená sv. Barboře z roku 1781. Ta byla ze statických důvodů roku 1865 zbořena. Na jejím místě byla mezi lety 1866–1867 vybudována kaple nová. Ta byla vysvěcena novoříšským opatem P. Arnoštem Šírkem, OPraem. Současný kostel byl zbudován mezi lety 1907–1908, kdy jej nechal vystavět novoříšský opat a rodák z Rozseče P. Josef Karásek, OPraem. Dne 27. září 1908 kostel slavnostně vysvětil brněnský biskup Pavel Huyn.

## Vybavení
V interiéru se kromě hlavního oltáře nachází také několik bočních oltářů. Do nich byly během vysvěcení kostela uloženy ostatky světců. Původně byla v kostele umístěna i kazatelna, avšak po liturgických reformách II. vatikánského koncilu byla odstraněna a současně s tím byl v kněžišti zřízen nový obětní stůl. Na kůru, v zadní části kostela, jsou umístěny varhany. Ve věži bylo původně zavěšeno pět zvonů. Čtyři zvony pocházely z roku 1908 a byly to Jan, Josef, Marie a Kristýna a pátý zvon, umíráček pochází z roku 1758. Během první světové války byly zvony Jan, Josef a Marie použity pro válečné účely. Roku 1933 byl zakoupen zvon nový, nazvaný Křest Páně, tudíž jsou zde dnes zvony tři.

## Exteriér
Kostel je umístěn asi uprostřed návsi, poblíž hřiště. Před vstupem do chrámu stojí kamenný kříž z roku 1908. Nedaleko kostela se nachází fara.